# Scary Hours
Scary Hours é o segundo EP do rapper canadense Drake. Seu lançamento ocorreu em 19 de janeiro de 2018, com as canções "God's Plan" e "Diplomatic Immunity". O EP foi anunciado horas antes de seu lançamento.

## Antecedentes
Após o lançamento de Views (2016) e More Life (2017), Drake anunciou o lançamento surpresa do EP Scary Hours em 19 de janeiro de 2018, contando com as canções "God's Plan" e "Diplomatic Immunity". Alguns portais noticiaram a possível influência do relacionamento do rapper com a cantora Jennifer Lopez na canção "Diplomatic Immunity". Em 22 de janeiro de 2018, Drake foi acusado de roubar a capa de outro artista.

## Lista de faixas
| N.º | Título                | Produtor(es)                 | Duração |  |
| 1.  | "God's Plan"          | Cardo Yung Exclusive Boi-1da | 3:18    |  |
| 2.  | "Diplomatic Immunity" | Boi-1da Brongers             | 4:15    |  |